# Finike
Finike (in der Antike griechisch Φοινιξ, Φοινικος, Phoinix, Phoinikos) ist eine Stadt in der türkischen Provinz Antalya. Sie ist Hauptstadt des gleichnamigen Landkreises und liegt 110 km südwestlich von Antalya und 14 km westlich der Nachbarstadt Kumluca am westlichen Ende der Bucht von Finike (Finike Körfezi). Die Stadt besitzt einen Hafen und eine große Marina.

## Geschichte
Finike wurde im 5. Jahrhundert v. Chr. von Phöniziern als Handelsstadt gegründet, um die nahegelegene Stadt Limyra mit landwirtschaftlichen Gut zu versorgen. Sie war in der Antike unter dem Namen Phoinikos bekannt. 655 n. Chr. fand vor der Stadt die Seeschlacht statt, in der die oströmische bzw. byzantinische Flotte den angreifenden Arabern unterlag.

## Wirtschaft
Die Stadt lebt in hohem Maße vom Tourismus. Entlang des 20 km langen Strandes, der bis hinter Mavikent bei Kumluca reicht, stehen an der Hauptstraße von Kumluca bis Finike auf etwa 10 km zahlreiche Hotels und Motels, überwiegend in Hasyurt. Sie sind durch die D 400 vom Strand getrennt. In Finike ist an Samstagen Markttag in der Innenstadt.

## Kultur und Sehenswürdigkeiten
Jedes Jahr findet vom ersten bis dritten Juli ein über die Stadtgrenzen hinaus bekanntes Sommerfestival statt, bei dem Handwerker ihre Werke präsentieren.
Eine Parkanlage inmitten der Stadt, weiß gestrichene Häuser auf dem Berghang und die Buchten in westlicher Richtung sind einige Sehenswürdigkeiten. Es herrscht bis in die Berge hinauf rege Bautätigkeit.
In der Nähe von Finike findet man an der D 400 in Richtung Kaş die İncirli Mağarası (İncirli Höhle). Auch die antiken Städte Limyra und Arykanda sind nicht weit entfernt. Der lykische Fernwanderweg führt durch Finike.
Weithin bekannt sind die Orangen, die in Finike angebaut werden. Die fruchtbaren Böden der Gegend um und in Finike sorgen für eine hochwertige Qualität der Zitrusfrüchte. Erstmals wurden Orangenbäume von der Familie Şekerci Anfang der 1930er Jahre in die Region gebracht. Zuvor wurde in den Böden von Finike Reis angebaut, da beim Reisanbau jedoch die Gefahr besteht durch Mücken Malaria zu verbreiten, wurden die Reisfelder entfernt und an deren Stelle Orangenbäume gepflanzt. Aktuell werden drei Orangensorten angebaut: Washington Neval, Jaffa und Valencia.

## Verkehr
Die Straße D 400 führt durch Finike. Diese Straße ist in Richtung Kumluca vierspurig ausgebaut. Die früher sehr enge zweispurige Fahrbahn in Richtung Demre ist verbreitert worden.
Von Finike über Kumluca - Kemer bis Antalya verkehren zahlreiche Kleinbusse im Linienverkehr. Tagsüber fährt jede Stunde ein Bus von Antalya kommend nach Demre – Kaş und bis 16:30 jede Stunde nach Fethiye.

## Galerie

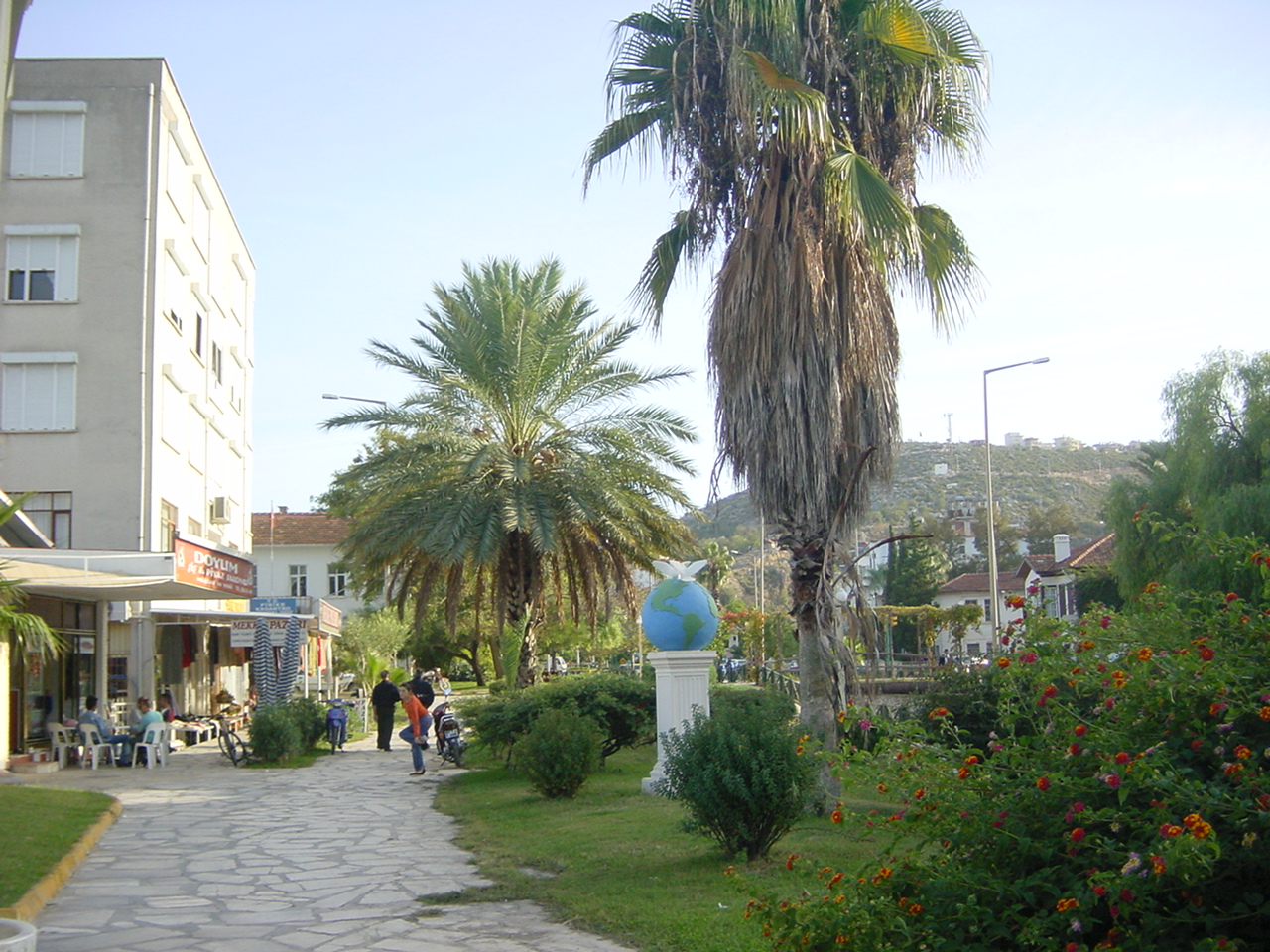
Finike
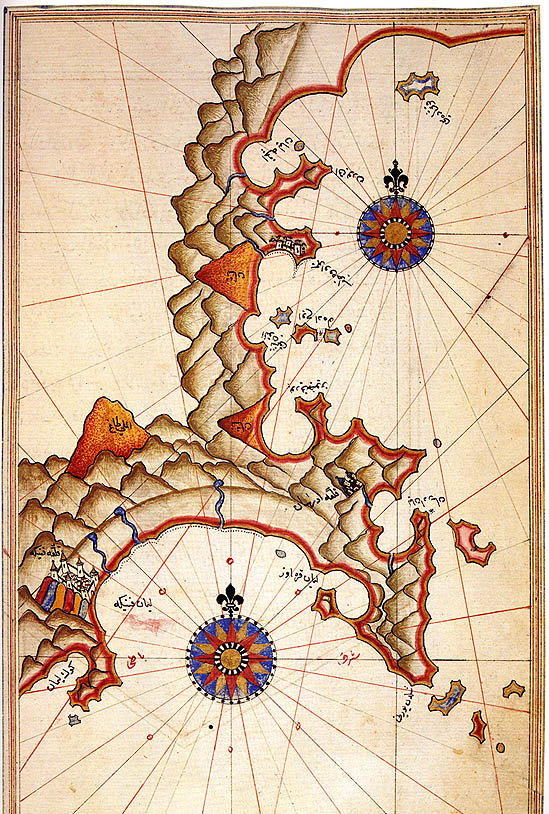
Historische Karte von Finike, gezeichnet von Piri Reis
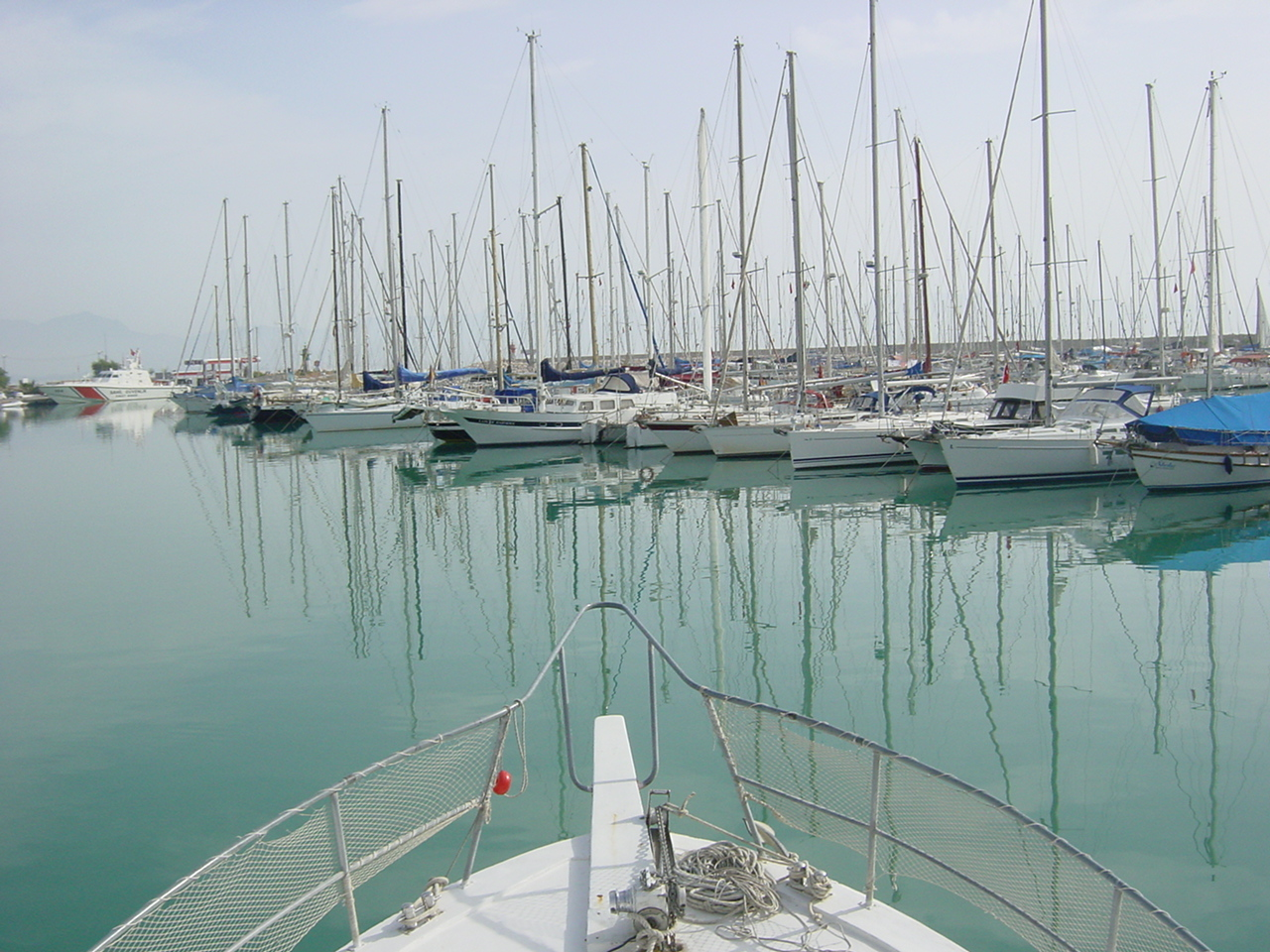
Yachthafen von Finike

## Sonstiges
Finike ist seit 1994 die Partnerstadt von Mosbach in Deutschland. Die Pestalozzi-Realschule und das Nicolaus-Kistner-Gymnasium Mosbach führen alle zwei Jahre einen Schüleraustausch mit dem Lycée in Finike durch.